# 查尔斯街聚会所
查尔斯街聚会所（Charles Street Meeting House）是一座19世纪初教堂，位于美国波士顿灯塔山查尔斯街70号。
该堂在历史上曾经术语好几个基督教教派，包括第三浸信会（1807-1876）、第一非洲卫理公会（1876-1939）和一神普救派（-1979）。在20世纪80年代，它被重新装修，适合用作办公空间，外观也进行修复。该项目获得美国建筑师学会奖。
查尔斯街聚会所是美国国家公园管理局黑人文物径（Black Heritage Trail）的一个站点，也是灯塔山历史街区的一部分，被列入国家史迹名录。